# Давидов Микола Андрійович
Мико́ла Андрі́йович Дави́дов (1930—2019) — український баяніст, мистецтвознавець та педагог, доктор мистецтвознавства (1991), професор (1983), заслужений діяч мистецтв України (1994), лауреат міжнародної премії ім. С. Гулака-Артемовського (2000), академік Міжнародної академії інформатизації при ООН (1996).

## Життєпис
Місцем народження вказується село Базавлук Апостолівського району.
1956 року закінчив Київську консерваторію, клас Марка Геліса, 1962-го — аспірантуру при ній.
Працював викладачем гри на баяні, в 1956 — 1957-х — керівником оркестру народних інструментів Ніжинського педагогічного інституту.
Протягом 1957—1959 років — викладач баяна та курсу методики Молдавської консерваторії.
Від 1962 року — у Національній музичній академії України.
З 1975-го — завідувач, від 1981 — професор кафедри народних інструментів.
У його репертуарі
- «Карнавал» Роберта Шумана,
- «Чакона» Йоганна-Себастьяна Баха,
- прелюдії Дмитра Кабалевського,
- прелюдії Дмитра Шостаковича,
- рапсодії Ференца Ліста,
- цикл «Пори року» Петра Чайковського.

Є автором:
- Теорій формування виконавської майстерності та перекладення музичних творів для баяна й акордеона.
- Першої комплексної Національної програми з народних інструментів для музичних вищих навчальних закладів (1995).

Здійснив транскрипції для баяна:
- Франца фон Вечея («Каскад»).
- Генріха Ернста (варіації на тему ірландської пісні «Осіння троянда літа»),
- Бартоломео Каманьолі (7 дивертисментів),
- творів Ніколо Паганіні (24 каприси),
- Андрія Штогаренка (Фантазія).

Був автором і ведучим серії телепередач «Народні інструменти України» (1979—1980 роки), 2002-го — музичних радіопрограм.
Редактор-упорядник та співавтор збірок:
- «Музичне виконавство» (1999—2004),
- «Виконавське музикознавство» (2005—2007). [Архівовано 21 лютого 2019 у Wayback Machine.]
- Столична кафедра народних інструментів як методологічний центр жанру (2012)[1].

Серед його учнів — Юрій Бай, Анатолій Болгарський, Анатолій Дубина, Андрій Дубій, Іван Єргієв, Вікторія Жадько, Ігор Завадський, І. Осипенко, В. Самойленко, Анатолій Семешко, Юрій Федоров, Павло Фенюк, Євгенія Черказова.

### Серед робіт
- «Теоретичні основи перекладення інструментальних творів для баяна», 1977, 1982 — російською мовою [Архівовано 20 лютого 2019 у Wayback Machine.]
- «Основи формування виконавської майстерності баяніста», 1983
- «Теоретичні основи формування виконавської майстерності баяніста», 1997, 2004 [Архівовано 20 лютого 2019 у Wayback Machine.]
- Давидов М. А. Проблеми збереження і розвитку академічного народно-інструментального мистецтва в України: зб. ст. і віршів / Микола Давидов ; М-во культури і туризму України, Нац. муз. акад. України ім. П. І. Чайковського, Каф. народ. інструментів. — (Вид. 2-е, доповн.). — Київ ; Луцьк: ВАТ Волин. обл. друк., 2008. — 412 с. [Архівовано 21 лютого 2019 у Wayback Machine.]
- «Київська академічна школа народно-інструментального мистецтва», 1998
- «Школа виконавської майстерності баяніста (акордеоніста)», 1998 [Архівовано 20 лютого 2019 у Wayback Machine.]
- «Історія виконавства на народних інструментах» [Архівовано 21 лютого 2019 у Wayback Machine.]